# Cmentarz prawosławny przy ulicy Ogrodowej w Łodzi

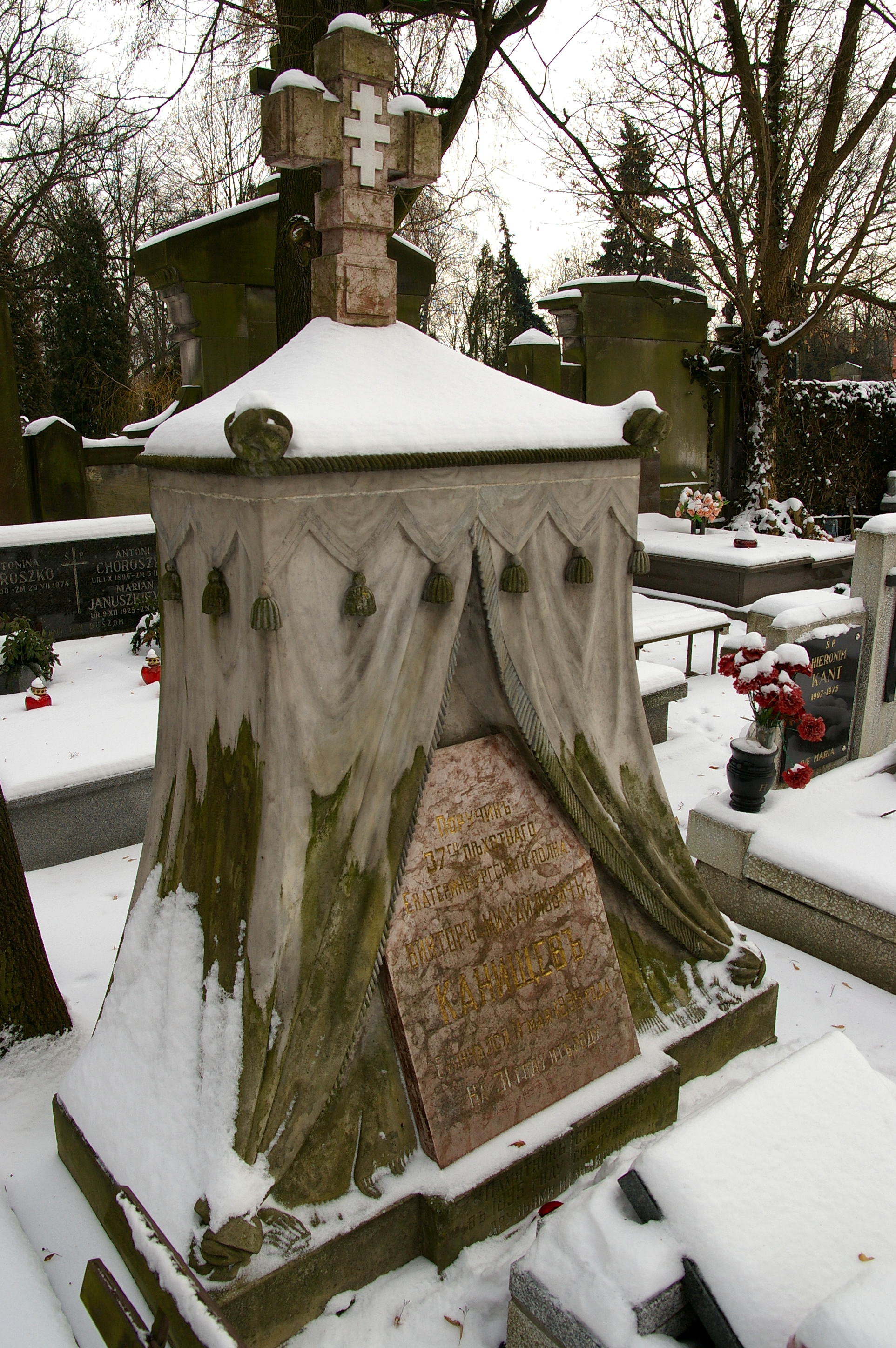
Grób Wiktora Kaniszczewa

Cmentarz prawosławny pw. Św. Aleksandra przy ulicy Ogrodowej w Łodzi – najstarszy cmentarz prawosławny na terenie Łodzi, będący najmniejszą częścią kompleksu Starego Cmentarza.

## Historia
Cmentarz został założony w 1855. Początkowo miał powierzchnię 0,7 ha i chowano na nim jedynie wojskowych i policjantów. W kolejnych latach udostępniono go również cywilnym. W 1886 na cmentarzu wybudowano kaplicę cmentarną pw. św. Aleksego. W 1988 cmentarz powiększono o kolejne 0,2 ha. Od 1970 na cmentarzu odbywają się również pogrzeby katolickie. Było to spowodowane brakiem chętnych na puste miejsca po opuszczeniu Łodzi przez większość Rosjan po 1918 r. oraz złą kondycją finansową parafii prawosławnej.

## Opis

### Kaplice
- Kaplica pw. Zmartwychwstania Pańskiego (dawniej kaplica św. Aleksego) – główna kaplica cmentarna
- Mauzoleum Gojżewskich – pełniące rolę kaplicy przedpogrzebowej, kiedy nie można było korzystać z kaplicy św. Aleksego

### Mauzolea
- Mauzoleum Gojżewskich – neobizantyjski grobowiec Konstantija Aleksandrowicza Gojżewskiego,
- Mauzoleum nieznanej rodziny – bizantyjski grobowiec nieznanej rodziny z czerwonej cegły przykryty cebulastą kopułą wybudowany w latach 1890–1900 według projektu nieznanego autora. Odremontowany w latach 1997–1998, w tym odtworzono gwiazdy na wewnętrznej stronie kopuły.

### Inne zabytkowe pomniki
- Grób Wiktora Kaniszczewa – pomnik z 1895[2] w formie baldachimu (wojskowego namiotu) z brunatnoczerwonego i białego marmuru
- Grób Władimira Lieontowskiego – nagrobek przypisywany Wacławowi Konopce. Ma kształt trójdzielnej ściany, która ozdobiona jest gałązką róży
- Grób Wasilija Kowaliewa – nagrobek z szarego piaskowca, z płasko-rzeźbionymi gałązkami cierniowymi
- Grób Siergieja Wnukowa – nagrobek w formie pionowej płyty zwieńczony prawosławnym krzyżem
- Grób braci Kriukow – jeden ze starszych nagrobków na cmentarzu
- Grób Jekatieriny Swincowej – kamienny nagrobek w formie krzyża, po którym pnie się bluszcz
- Grób NN – najstarszy zachowany nagrobek z 1884 z zatartymi już inskrypcjami
- Zbiorowa mogiła dziewięciu żołnierzy z 40. Koływańskiego Pułku Piechoty – nagrobek z czerwonego kamienia z rosyjską inskrypcją: Wieczna pamięć wam wierni obrońcy cara i ojczyzny, z honorem wypełnialiście dług przysięgi. Od oficerów 40. Koływańskiego Pułku Piechoty
- Zbiorowa mogiła żołnierzy rosyjskich – nagrobek w formie pięciu kamiennych i dwóch drewnianych krzyży prawosławnych